# Zeta Coronae Australis
Zeta Coronae Australis (39 Coronae Australis) é uma estrela na direção da constelação de Corona Australis. Possui uma ascensão reta de 19h 03m 06.83s e uma declinação de −42° 05′ 42.0″. Sua magnitude aparente é igual a 4.74. Considerando sua distância de 184 anos-luz em relação à Terra, sua magnitude absoluta é igual a 0.99. Pertence à classe espectral A0Vn.